# Gymnobela frielei
Gymnobela frielei är en snäckart som beskrevs av Addison Emery Verrill 1885. Gymnobela frielei ingår i släktet Gymnobela och familjen kägelsnäckor. Inga underarter finns listade i Catalogue of Life.